# Dicroscelio flavipes
Dicroscelio flavipes är en stekelart som beskrevs av Jean-Jacques Kieffer 1913. Dicroscelio flavipes ingår i släktet Dicroscelio och familjen Scelionidae. Inga underarter finns listade i Catalogue of Life.